# Léon Johnson
Léon Édouard Johnson (* 29. Februar 1876 in Nizza; † 2. Januar 1943 in Paris) war ein französischer Sportschütze.

## Erfolge
Léon Johnson nahm an drei Olympischen Spielen teil. 1908 gewann er in London gemeinsam mit Eugène Balme, André Parmentier, Albert Courquin, Maurice Lecoq und Raoul de Boigne mit dem Freien Gewehr im Dreistellungskampf die Bronzemedaille hinter Norwegen und Schweden. Vier Jahre darauf blieb er in Stockholm ohne Medaillengewinn, verpasste aber zweimal knapp das Podium. Sowohl im Dreistellungskampf mit dem Freien Gewehr als auch mit dem Kleinkalibergewehr im liegenden Anschlag belegte er im Mannschaftswettbewerb den vierten Rang. Bei den Olympischen Spielen 1920 in Antwerpen trat er in zehn Disziplinen an und gewann zweimal eine Silbermedaille. In der Liegend-Position erreichte er mit dem Armeegewehr im Einzel hinter Otto Olsen und vor Fritz Kuchen ebenso den zweiten Platz wie auch im Mannschaftswettbewerb an der Seite von Achille Paroche, André Parmentier, Georges Roes und Émile Rumeau. In sechs weiteren Disziplinen platzierte er sich unter den besten Sechs im Klassement.
Bei Weltmeisterschaften gewann Johnson sechs Silber- und sechs Bronzemedaillen, davon drei Medaillen mit der Pistole. Zehn seiner zwölf Medaillen sicherte er sich mit der Mannschaft, die übrigen zwei gewann er 1921 in Lyon mit dem Armeegewehr im Dreistellungskampf und im liegenden Anschlag.
Johnson war von 1919 bis 1928 Bürgermeister von Montesson, wo später eine Straße nach ihm benannt wurde, die Avenue Léon Johnson.